# Axel Bielke
Axel Bielke, död 21 september 1597 i Kvillinge församling, Östergötlands län, var en svensk lagman.

## Biografi
Bielke var son till Johan Axelsson (Bielke) och Margareta Posse. Han var ståthållare på slottet Tre Kronor i Stockholm 1589. Bielke blev 1591 lagman i Östergötlands lagsaga vilken tjänst han hade intill sin död 1597. Han avled 1597] på Loddby i Kvillinge församling och begravdes i Ekebyborna kyrka.
Bielke ägde gårdarna Häradssäter i Värna socken, Rävelsta i Altuna socken och Liljestad i Skönberga socken.
Han var bror till drottning Gunilla.

### Familj
Bielke gifte sig 8 februari 1589 på Uppsala slott med Ebba Bielke (1570–1618). Hon var dotter till riksrådet Hogenskild Bielke och Anna Sture (Natt och Dag).